# Boleszkowice (gmina)
Boleszkowice – gmina wiejska położona jest w zachodniej części powiatu myśliborskiego województwie zachodniopomorskim. Siedzibą gminy jest wieś Boleszkowice.

## Położenie
Gmina stanowi 11,0% powierzchni powiatu.
Sąsiednie gminy:
- Dębno (powiat myśliborski)
- Mieszkowice (powiat gryfiński)

w województwie lubuskim:
- Kostrzyn nad Odrą (miejska) (powiat gorzowski)

Gmina graniczy także z Republiką Federalną Niemiec:
- powiat Märkisch-Oderland (land Brandenburgia)

Do 31 XII 1998 r. wchodziła w skład województwa gorzowskiego.

## Demografia
Dane z 30 czerwca 2004:
| Opis                              | Ogółem | Ogółem | Kobiety | Kobiety | Mężczyźni | Mężczyźni |
| --------------------------------- | ------ | ------ | ------- | ------- | --------- | --------- |
| jednostka                         | osób   | %      | osób    | %       | osób      | %         |
| populacja                         | 2916   | 100    | 1461    | 50,1    | 1455      | 49,9      |
| gęstość zaludnienia (mieszk./km²) | 21,7   | 21,7   | 10,8    | 10,8    | 10,8      | 10,8      |

Gminę zamieszkuje 4,3% ludności powiatu. 

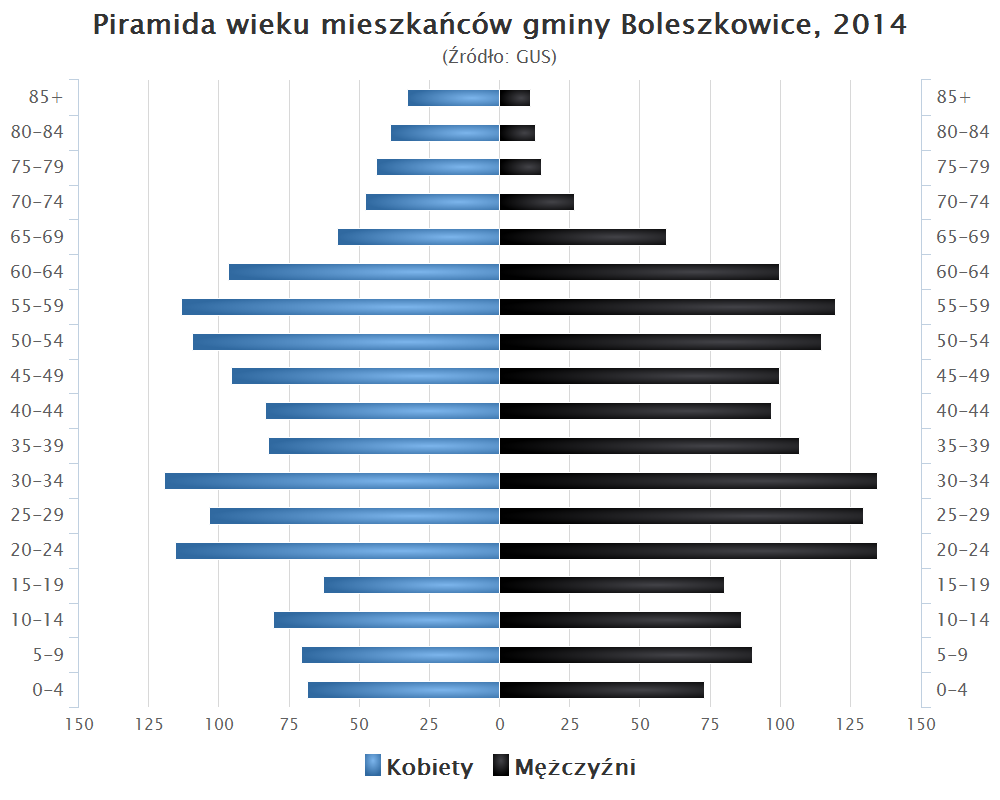
Piramida wieku mieszkańców gminy Boleszkowice w 2014 roku

## Przyroda i turystyka
Gmina leży na i w Kotlinie Freienwaldzkiej. Nad Odrą znajduje się północny fragment Parku Krajobrazowego Ujście Warty z Rezerwatem „Porzecze”. Około 1 km na zachód od Boleszkowic znajduje się rezerwat „Cisy Boleszkowickie”. Rzeki Odra i jej dopływ Myśla przepływające przez gminę są dostępne dla turystyki kajakowej. Tereny leśne zajmują 52% powierzchni gminy, a użytki rolne 37%.

## Komunikacja
Przez gminę prowadzi droga krajowa nr 31 łącząca Boleszkowice z Mieszkowicami (10 km) i przez Chwarszczany (7 km) i Sarbinowo (12 km, skrzyżowanie z drogą nr 23) z Kostrzynem nad Odrą (20 km) oraz droga wojewódzka nr 127 z Chwarszczan do Porzecza położonego nad Odrą (12 km). Odległość z Boleszkowic do stolicy powiatu, Myśliborza wynosi 33 km.
Boleszkowice uzyskały połączenie kolejowe w 1876 po wybudowaniu odcinka linii kolejowej z Kostrzyna nad Odrą do Chojny, rok później po zbudowaniu linii Chojna – Szczecin, gotowa była już cała linia Wrocław Gł. – Szczecin Gł. Od 1982 przeprowadzano elektryfikację linii, odcinek Rzepin – Dolna Odra w 1985 Obecnie czynne są 2 stacje: Boleszkowice i Namyślin.
W gminie czynne są 2 urzędy pocztowe: Namyślin (74-406) i Boleszkowice (nr 74-407).

## Administracja
W 2016 r. wykonane wydatki budżetu gminy Boleszkowice wynosiły 13,7 mln zł, a dochody budżetu 13,2 mln zł. Zobowiązania samorządu (dług publiczny) według stanu na koniec 2016 r. wynosiły 1,5 mln zł, co stanowiło 11,1% poziomu dochodów.
Sołectwa gminy Boleszkowice:
- Boleszkowice, Chlewice, Chwarszczany, Gudzisz, Kaleńsko, Namyślin, Porzecze, Reczyce i Wysoka.

## Miejscowości
WsieBoleszkowice (miasto w latach 1337-1972, obecnie wieś gminna), Chlewice, Chwarszczany, Gudzisz, Kaleńsko, Namyślin, Porzecze, Reczyce, Wysoka.
Osady leśneMilicz, Wielopole
PrzysiółkiWierutno, Wyszyna